# El Kouif
El Kouif è un comune dell'Algeria, situato nella provincia di Tébessa.